# Kyiv Post
Die Kyiv Post ist eine ukrainische Wochenzeitung aus Kiew. Sie ist die wichtigste englischsprachige Zeitung des Landes. Auf der Website der Zeitung finden sich auch Beiträge in russischer und ukrainischer Sprache. Die wöchentliche Auflage betrug etwa 25.000, bevor der Betrieb im November 2021 eingestellt wurde. Für zwei Monate waren die Angestellten noch bezahlt. Die Unterbrechung war als temporär angekündigt und die Arbeit wurde tatsächlich wieder aufgenommen.

## Geschichte
Die Kyiv Post erschien erstmals im September 1995 (damals im Verlag KP Media). Gründer war der US-Amerikaner Jed Sunden, der sich damals beruflich in der Ukraine aufhielt. Die Zeitung deckt heute die Themenfelder Politik, Wirtschaft und Unterhaltung ab, die Redaktion besteht sowohl aus westlichen als auch aus ukrainischen Journalisten. Die Zeitung betrieb oft investigativen Journalismus, so gab es Berichte über die Ermordung des Journalisten Georgi Gongadse, die Orange Revolution oder Korruption in der ukrainischen Politik.
Seit 2010 finden sich auf der Website der Kyiv Post auch ukrainische und russischsprachige Artikel, um mit dem Webauftritt ein größeres Publikum in der Ukraine zu erreichen.
Im Juli 2009 verkaufte der vom Gründer Jed Sunden geführte Verlag KP Media die Kyiv Post an den pakistanisch-britischen Unternehmer Mohammad Zahoor. Zahoor war als Unternehmer in der ostukrainischen Stadt Donezk tätig. Danach wurde die Kyiv Post über Zahoors eigenen Verlag veröffentlicht. 2018 ging das Blatt über an den syrischen, in Odessa tätigen Geschäftsmann Adnan Kivan.
Am 15. April 2011 wurde der Chefredakteur Brian Bonner entlassen, nachdem die Zeitung ein Interview mit dem ukrainischen Agrarminister Mykola Prysjaschnjuk gegen den Willen des Verlags veröffentlicht hatte. Nach einem Streik der Redaktion wurde Bonner jedoch bereits fünf Tage später wieder in seinen alten Posten eingesetzt. Bonner verließ die Zeitung nach der Unterbrechung im November 2021.
Spätestens am 15. Februar 2022 erschienen wieder Artikel der Kyiv Post. Nach dem russischen Überfall auf die Ukraine 2022 engagierte sich der Eigentümer bei der Verteidigung Odessas.